# Steely Dan
Steely Dan est un groupe de rock américain fondé en 1971 par deux auteurs-compositeurs : Donald Fagen (chant, claviers) et Walter Becker (guitare, basse).
D’abord formé comme un groupe rock conventionnel, Steely Dan a évolué vers un duo mélangeant des genres aussi variés que le rock, le jazz, la pop, la musique latine, le blues, le reggae, le rhythm and blues. En 1974, ils dissolvent leur groupe, cessent de se produire sur scène, et travaillent exclusivement en studio, puisant à volonté parmi la crème des musiciens des États-Unis à travers une production et un son particulièrement sophistiqués,,. Ils connaissent un tel succès, notamment avec le disque Aja en 1977, que le magazine Rolling Stone les définit comme « les parfaits anti-héros musicaux des années 1970 ». Dans la foulée de la sortie de l'album Gaucho en 1980, les deux membres fondateurs se séparent. Donald Fagen connait en solo la réussite critique et commerciale avec The Nightfly deux ans plus tard.
Fagen et Becker refondent leur groupe pour donner des concerts à partir de 1993 et publient, vingt ans après Gaucho, l'album Two Against Nature qui obtient le Grammy Award de l'album de l'année 2000. Le groupe est introduit au Rock and Roll Hall of Fame en 2001, et continue ensuite de façon ininterrompue les tournées internationales, tandis que leur dernière œuvre originale, Everything Must Go est sortie en 2003. Steely Dan a vendu plus de 40 millions d'albums au cours de son histoire.
Walter Becker meurt le 3 septembre 2017 à l'âge de 67 ans. Donald Fagen annonce alors son intention de « garder vivante » la musique qu'il a créée avec son partenaire, « aussi longtemps que je le pourrai avec le groupe Steely Dan ».

## Histoire

### Les années de formation et les débuts (1967-1972)
Donald Fagen nait à Passaic, New Jersey (banlieue ouest de la ville de New York) le 10 janvier 1948 et Walter Becker, le 20 février 1950 à Forest Hills dans le Queens à New York. Ils grandissent tous deux dans ces banlieues au début des années 1950.
Ils se rencontrent au Bard College situé à Annandale on Hudson (État de New York) en 1967. Un soir, Donald Fagen qui joue du piano entend dans une salle d’étudiants Walter Becker jouant une pièce de blues sur sa guitare. Ils découvrent qu’ils ont les mêmes intérêts pour la musique jazz. les mêmes œuvres littéraires et cinématographiques ainsi qu’un même sens de l’humour quelque peu ironique. À l'université, ils forment quelques groupes musicaux dont The Leather Canary (avec Chevy Chase, futur comédien) et le The Don Fagen Trio. À cette époque ils commencent à composer ensemble des chansons.
Après l'université Donald Fagen et Walter Becker s'installent à Brooklyn et proposent leurs chansons aux producteurs musicaux regroupés au sein du Brill Building de Manhattan sans succès. Le producteur Kenny Vance, leur propose d’enregistrer quelques maquettes et de travailler à certains projets dont la bande originale du film You Gotta Walk It Like You Talk It mettant en vedette Richard Pryor. Ils accompagnent sur scène le groupe Jay and the Americans.
À New York, Donald Fagen et Walter Becker rencontrent Gary Katz, le producteur associé de la maison de disques ABC de Los Angeles. Celui-ci les engage en tant que compositeurs associés à la maison de disques.

### Les premiers albums, les années rock (1972-1974)
Durant l'été 1970, Fagen et Becker cornaqués par leur producteur  Gary Katz, répondent à une petite annonce postée par le guitariste Denny Dias dans l'hebdomadaire new-yorkais The Village Voice. Sur celle-ci, il est écrit que Dias « Recherche un pianiste et un bassiste », ayant  « « du talent pour le Jazz » et où il est spécifié que « les connards doivent s'abstenir de postuler »,. C'est ainsi que nait le noyau de Steely Dan première période, le groupe de Dias devenant presque instantanément celui de Fagen et Becker et des chansons qu'ils composent,. Ils partent s'installent en Californie en 1971 et recrutent Jeff Baxter à la guitare et Jim Hodder à la batterie et au chant. La position de chanteur principal du groupe apparaissant inconfortable pour Donald Fagen, le groupe engage donc David Palmer comme chanteur principal. Fagen et Becker étant fervents de la littérature de la Beat Generation, ils baptisent leur groupe Steely Dan, nom d’un godemiché en caoutchouc tiré du roman Le Festin nu de William Burroughs.
Le groupe enregistre son premier album au studio Village Recorder de Los Angeles en août 1972 avec l’ingénieur du son Rogers Nichols qui participera à tous les enregistrements de Steely Dan. L’album Can't Buy a Thrill est distribué en octobre 1972 sans campagne de promotion préalable. Pourtant, la chanson Do It Again atteint la 6e place des palmarès et la chanson Reelin In The Years la position 11. L’album occupe la 17e place et devient disque d’or. La compagnie ABC, constatant ce succès inattendu, oblige Steely Dan à partir en tournée. Alors que le groupe enregistre déjà son deuxième album, David Palmer quitte Steely Dan et Donald Fagen occupe désormais seul la position de chanteur principal du groupe.
La compagnie ABC, surprise par le succès commercial et inattendu de l’album Can't Buy a Thrill, demande au groupe d’en faire la promotion tout en enregistrant un nouvel opus. C’est ainsi que les chansons du deuxième album Countdown to Ecstasy sont enregistrées à toute vitesse entre les arrêts de la tournée américaine de 1973. Fagen et Becker affirment par la suite que les chansons de cet album possédaient une touche particulièrement naturelle musicalement (comme lors d’un concert) puisqu’elles avaient été enregistrées rapidement avec le groupe et les musiciens utilisés en tournée.
L'album est distribué en juillet 1973. La première chanson publiée en single est Showbiz Kids qui se classe à la 61e place. Les directeurs des stations de radio n’apprécient pas les paroles plus ou moins explicites de cette chanson. La chanson My Old School, qui raconte une descente de police anti-drogue dans leur université de Bard en 1969, n’atteint que la position 63. Malgré le peu de succès, cet album reçoit des critiques positives et les chansons My Old School et Bodhisattva deviennent des succès d’estime pour les fans du groupe lors des concerts des années 1990.
Sous la pression d'ABC qui exige des disques contenant des succès commerciaux, Fagen et Becker écrivirent des chansons plus courtes pour leur nouvel album Pretzel Logic. Lancé en mars 1974, il contient leur plus grand hit Rikki Don’t Lose That Number qui atteint la position no 4 des palmarès américains. Cet album confirme une pratique de plus en plus soutenue de Becker et Fagen, l'engagement de musiciens de studio afin de peaufiner le son de l’album et d’atteindre une sonorité dans les chansons qu’un groupe déjà constitué ne pouvait atteindre. Ainsi, ils sont notamment rejoints par Jeff Porcaro comme second batteur pour leur dernière tournée, Michael McDonald comme choriste et claviériste et Royce Jones en tant que chanteur, ainsi que Chuck Rainey comme bassiste et David Paich comme claviériste supplémentaire.

### Période studio (1975-1980)
Donald Fagen et Walter Becker, après le dernier concert du 5 juillet 1974 au Civic Center de Santa Monica en Californie, décident d’arrêter complètement les tournées afin de se consacrer exclusivement à l’écriture et à l’enregistrement de nouveaux albums. Cette décision entraîne le départ de Jeff Baxter, qui aimait la vie de tournée, pour rejoindre le groupe The Doobie Brothers. Le groupe fondé en 1971 est dissous. Seul Denny Dias va continuer à travailler avec Steely Dan sur les albums suivants.
Redevenu un duo dont le travail musical est exclusivement de studio, Fagen et Becker débutent l’enregistrement de leur nouvel album Katy Lied. Deux nouveaux musiciens gravitent autour du duo : Jeff Porcaro et Michael McDonald. Avec le départ de Baxter, Becker ajoute un peu plus de travail de guitare à son rôle de bassiste. Les autres musiciens qui se joignent au duo sont issus du monde du jazz, tels le saxophoniste alto Phil Woods, le guitariste Larry Carlton et le bassiste Chuck Rainey. Engager pour leur album un chapelet de musiciens reconnus et prestigieux coûte beaucoup d'argent aux deux musiciens. L’album Katy Lied est publié en mars 1975 et connaît d’excellentes critiques. Cependant, côté palmarès, la chanson Black Friday n’atteint que la 37e position. Leur producteur, Gary Katz, regrettera que le titre Bad Sneakers n’ait pas été choisi comme 45 tours.
Malgré le succès de Katy Lied (disque d’or, 13e position au palmarès de l’époque), Fagen et Becker se montent plutôt anxieux de la qualité sonore de l’album, qualité qui, selon eux, est altérée par le mauvais fonctionnement d’un magnétophone à bandes. Par la suite, ils refusent d’écouter l’album sous sa forme finale. Certains musiciens ayant participé à l’enregistrement de cet album affirment cependant que l’enregistrement original possédait des qualités sonores supérieures à tout ce qui était réalisé à l’époque. Par la suite, Michael McDonald rejoint les Doobie Brothers comme chanteur soliste, suivant la voie tracée par Baxter une année auparavant. Gary Katz, commentant cette promotion, considère que l'emploi de Michael comme choriste est le gaspillage d’un talent indéniable. McDonald continuera à participer à d’autres albums de Steely Dan.
Becker et Fagen retournent en studio afin de travailler sur leur nouvel album The Royal Scam, le premier officiellement réalisé par le duo et non le groupe,. The Royal Scam est distribué en mai 1976 et est considéré comme un album plus orienté vers la guitare ; sous la férule et le travail d’arrangeur de Larry Carlton, de nombreux titres comportent des solos de guitare considérés comme des classiques des années 1970, sur les titres Kid Charlemagne et Don't Take Me Alive. Mais encore une fois, peu ou pas de succès commerciaux côté 45 tours, même si Haitian Divorce eut un succès d’estime en Angleterre. The Royal Scam comprend également le titre The Fez, qui est avec Gaucho l'une des deux chansons de Steely Dan écrite par un troisième auteur, Paul Griffin. The Royal Scam est disque d’or et atteint la 15e place des charts américains.
La pression constante d'ABC Records oblige Becker et Fagen à retourner en studio, dont résulte l'album Aja, sorti en septembre 1977 et qui comporte les pièces les plus longues et les plus orientées vers le jazz. Considéré comme l’un des meilleurs albums de son époque, Aja est également l’un des mieux enregistrés. Fagen et Becker recrutent de grandes pointures du monde du jazz tels Joe Sample, Wayne Shorter et Tom Scott afin qu’ils jouent des compositions de plus en plus complexes et sophistiquées, plus de 40 musiciens se succèdent sur les différents titres de cet album. Fagen et Becker utilisent par exemple huit guitaristes différents pour jouer le solo du titre Peg avant de choisir celui qui leur convient, finalement interprété par Jay Graydon. Aja entre au Top 5 trois semaines suivant son lancement et est l’un des premiers albums américains à être certifié disque de platine pour plus d’un million d’exemplaires vendus. Il atteint la 3e place des palmarès, devancé seulement par Rumours de Fleetwood Mac et The Stranger de Billy Joel. Un tel succès fait de Fagen et Becker « les parfaits anti-héros musicaux des années 1970 ». Le premier single extrait de l’album est le titre Peg, avec la présence de Michael McDonald aux chœurs. Ensuite les titres Deacon Blues et Josie sont également édités en 45 tours. Peg, Deacon Blues et Josie sont respectivement classés no 11, no 19 et no 26 du Billboard Hot 100.
Fagen et Becker acceptent de faire une tournée, mais le projet est rapidement abandonné lorsqu’aux répétitions, certains musiciens comparent leurs cachets et cherchent à renégocier leur contrat. En février 1978, Aja remporte un Grammy Award du meilleur enregistrement pour un album non classique, attribué à l'ingénieur du son Roger Nichols.
En juillet 1978, Fagen et Becker publient le titre FM (No Static At All), la chanson-titre de la bande originale du film FM qui atteint la 22e place des palmarès de l’époque. Grâce au phénoménal succès de l’album Aja, Donald et Walter ont moins de pression pour lancer un nouveau disque rapidement. En novembre 1978, la compagnie ABC sort la compilation Greatest Hits comprenant un inédit Here At The Western World. Cette compilation est également disque platine et atteint la position 30 des charts nord-américains.
Fatigués de la vie et de l’ambiance à Los Angeles, Becker et Fagen retournent à New York, leur ville natale, pour débuter l’enregistrement d’un nouvel album. Gaucho est le dernier album enregistré par Steely Dan avant une absence qui durera jusqu'en 1993. Pendant l’enregistrement de cet album qui s'étale sur deux ans , Becker and Fagen vivent une série de revers de fortune qui retardent sa sortie : la petite amie de Becker meurt d'une overdose d'héroïne dans leur appartement, puis ce dernier est renversé par un taxi et doit se déplacer en béquilles pendant plusieurs mois, l’un de leurs nouveaux titres, The Second Arrangement, est accidentellement effacé par un assistant de l’ingénieur du son, et des conflits de contrats avec la compagnie propriétaire des droits du prochain disque usent l’énergie des deux créateurs. Becker et Fagen ont signé un accord préalable avec la compagnie Warner Brothers, mais ABC (devenue MCA) stipule qu’elle détient encore les droits pour le prochain album. MCA a gain de cause et décide de hausser le prix de l’album Gaucho à 9,98 $ soit un dollar de plus que le prix habituel des albums sur le marché. Plus que jamais à la recherche de la perfection Donald et Walter utilisent encore plusieurs dizaines de musiciens sur ce disque. Gaucho est finalement publié en novembre 1980. De plus, dans Gaucho, chanson qui donne son titre à l'album, le groupe rend hommage à Keith Jarrett et s'inspire fortement de Long As You Know You're Living Yours. À la suite de cela, et bien que l'artiste se montre flatté, il porte quand même plainte pour plagiat et demande de faire figurer son nom sur la pochette du disque.
Gaucho suit le chemin tracé par Aja, artistiquement et musicalement : on retrouve des musiciens de jazz sur ce disque mais aussi Mark Knopfler (le leader de Dire Straits) à la guitare sur Time Out of Mind. Gaucho atteint la 9e position dans les charts, il est disque de platine et le titre Hey Nineteen se classe 10e, tandis que Time Out Of Mind atteint la 22e position dans les palmarès.

### Une longue pause (1981-1993)
Walter Becker et Donald Fagen annoncent l'interruption de leur partenariat musical en juin 1981. Tandis que Becker s'installe à Hawaï avec sa famille, Donald Fagen entame une carrière solo avec la parution de l'album The Nightfly en 1982 qui rencontre un beau succès critique et commercial. Il faut ensuite patienter durant 11 ans pour la parution de Kamakiriad, son deuxième album solo, en 1993, qui est produit par Walter Becker.

### La réunion du groupe (1993-1999)
C'est en partant en tournée en 1993 pour la promotion de Kamakiriad que Fagen et Becker refondent Steely Dan. Leur longue absence n'a rien changé à leur popularité et au nombreux fans qui les gardent dans leur estime, si bien qu'à partir de leur retour, leurs concerts affichent complet et leurs tournées successives rencontrent un important succès. Ils enregistrent ainsi Alive In America (1995) qui est leur seul album en public officiel pour les 25 années suivantes. Alive In America est le témoignage de concerts donnés entre 1993 et 1994, lors de cette première tournée aux États-Unis depuis 1974. Pour l’anecdote, durant cette tournée, Donald Fagen se présente en tant que « Rick Strauss » et présente Walter Becker en tant que « Frank Poulenc » !

### Années 2000 à 2020, mort de Walter Becker, poursuite des activités, hiatus en 2024

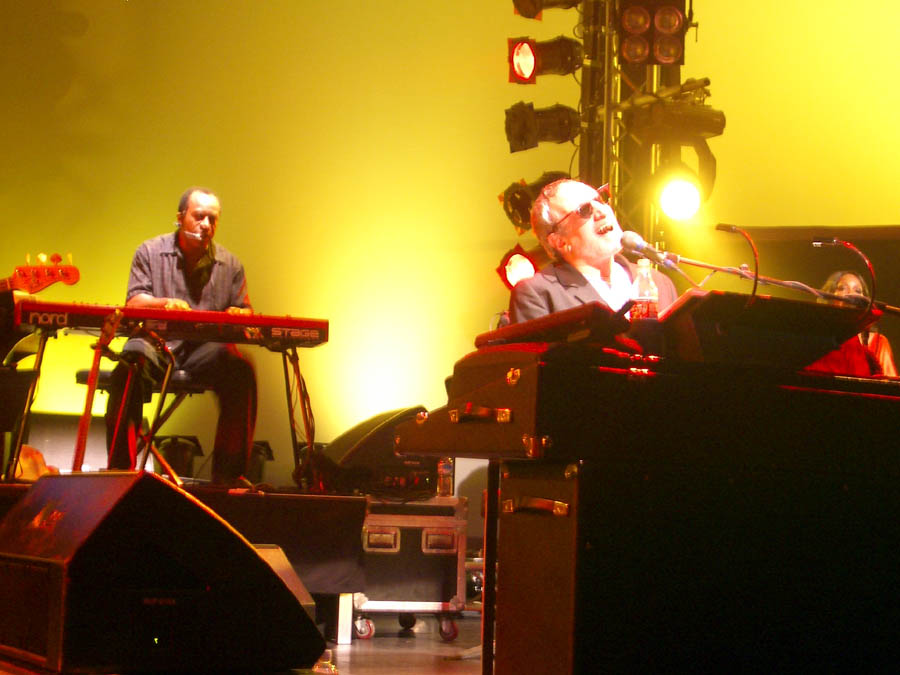
Steely Dan en concert à Lucerne (Suisse) en 2007.

Après avoir donné de nombreux concerts entre 1993 et 1997, le groupe débute la composition et l'enregistrement d'un nouvel album, qui sera le premier disque en studio depuis Gaucho.
En février 2000, Steely Dan annonce son grand retour en publiant Two Against Nature, leur premier album studio enregistré en 20 ans. c'est le surprenant succès de l’année aux États-Unis : en février 2001, cet album leur apporte quatre Grammy Awards dans les catégories Best Engineered Album - Non-Classical, Best Pop Vocal Album, Best Pop Performance by Duo or Group with Vocal (avec le titre Cousin Dupree), et enfin dans la catégorie majeure Album of the Year. Ce prix de l'album de l'année est notamment obtenu face à Kid A de Radiohead ou The Marshall Mathers LP d'Eminem. Cette même année 2001, les deux musiciens sont introduits au Rock and Roll Hall of Fame.
Publié le 10 juin 2003, Everything Must Go est le dernier album studio en date de Steely Dan. Ce disque offre une approche plus libre de l’enregistrement en studio. Walter Becker joue de la guitare basse sur tous les titres. Fait remarquable, la chanson Slang of Ages est la première à être chantée par Walter Becker sur un album studio du groupe.
Donald Fagen publie en mars 2006 son troisième album solo, intitulé Morph the Cat et en 2013 Sunken Condos qui n'est pas sans rappeler son premier album The Nigthfly.
Steely Dan se produit durant les années 2000 et 2010 lors de fréquentes tournées internationales, comme pour le The Heavy Rollers Tour en 2007 ou le Shuffle Diplomacy Tour en 2011. Au sein d'un groupe où le guitariste Jon Herington officie depuis 2000, le batteur Keith Carlock depuis 2003, le bassiste Freddie Washington depuis 2006, et constitué d'une section de cuivres, d'un joueur de clavier supplémentaire et de trois chroristes, accompagnant Fagen aux claviers et au chant et Becker à la guitare. Le 15 avril 2013, le site officiel du groupe annonce une tournée estivale aux États-Unis qui se nomme le Mood Swings 2013 - 8 Miles To Pancake Day Tour. Le groupe tourne en fait chaque année jusqu'en 2017, donnant jusqu'à 60 concerts par an. Walter Becker est pour la dernière fois sur scène avec Steely Dan le 27 mai 2017 à Greenwich dans le Connecticut, mais en juillet, il est absent pour les concerts « Classic West » et « Classic East » à Los Angeles et à New York. Donald Fagen y annonce que son partenaire « se remet d'une intervention et avec un peu de chance il sera sur pied très bientôt ».
Walter Becker meurt d'un cancer foudroyant à New York le 3 septembre 2017 à l'âge de 67 ans. Le même jour, Donald Fagen lui rend hommage dans une tribune sur le site du magazine Rolling Stone, où il écrit « Walter Becker était mon ami, mon partenaire d'écriture et de groupe depuis notre première rencontre de lycéens en 1967. Il avait l'esprit acéré, il était un excellent guitariste et un grand songwriter. Il n'avait aucun espoir en la nature humaine, y compris la sienne, et il était drôle à se damner.». Il conclut « J'ai l'intention de garder vivante la musique que nous avons créée ensemble aussi longtemps que je le pourrai avec le groupe Steely Dan ». Donald Fagen tient d'ailleurs immédiatement sa promesse en annonçant la première tournée de Steely Dan sans son partenaire, huit concerts en octobre 2017 dans autant de villes américaines et deux autres programmés antérieurement et maintenus, dans le cadre du festival Bluesfest à Dublin et à Londres. Par ailleurs un combat juridique s'engage en novembre 2017 entre Donald Fagen et les ayants droit de Walter Becker, sur la question de la propriété du groupe et la validité d'un "accord de désistement" signé entre les deux membres fondateurs en 1972.
Mise en veille par la pandémie de Covid-19 l'activité de Steely Dan reprend en 2021, avec la sortie en septembre du premier album live en 25 ans,  Northeast Corridor: Steely Dan Live!, enregistré en concert à New York, Philadelphie et Los Angeles lors des seize derniers concerts de la tournée 2019 (et accompagné d'un disque en solo de Donald Fagen interprétant en public les morceaux de son album The Nightfly lors de la même fin de tournée automnale), ainsi que l'annonce d'une nouvelle tournée baptisée Absolutely Normal Tour à travers les États-Unis à partir du mois d'octobre,, laquelle est suivie de mai à août 2022 par la tournée Earth after hours 2022. 
À partir du 7 septembre 2023, Steely Dan est l'« invité spécial » du groupe The Eagles pour sa « longue tournée d'adieux », jouant en première partie des auteurs de Hotel California à travers les États-Unis. Mais des problèmes de santé affectant Donald Fagen qui doit être hospitalisé provoquent en octobre l'annulation des prestations de la formation, qui doit être remplacée pour poursuivre la tournée Eagles. Donald Fagen et ses musiciens peuvent reprendre la tournée début 2024 qui s'étire jusqu'en juin de la même année. Toutefois, après la mort de leur pianiste de tournée depuis 2009 Jim Beard le 2 mars 2024, les concerts de Steely Dan avec les Eagles s'arrêtent définitivement en avril en raison de « circonstances imprévues », qui sont en fait la maladie de Libby Titus, l'épouse de Donald Fagen. Libby Titus meurt le 13 octobre 2024. Il n'y a dès lors plus aucune indication d'éventuelle reprise d'activité de Steely Dan et Donald Fagen. Fin 2024, ce dernier se signale à l'occasion de la sortie du documentaire Yacht Rock quand il dit  au téléphone d'aller « se faire foutre » à son réalisateur Garret Price qui souhaite recueillir son témoignage sur ce prétendu genre musical dont Steely Dan serait une figure dominante.

## Discographie
Albums studio
- Can't Buy a Thrill (1972)
- Countdown to Ecstasy (1973)
- Pretzel Logic (1974)
- Katy Lied (1975)
- The Royal Scam (1976)
- Aja (1977)
- Gaucho (1980)
- Two Against Nature (2000)
- Everything Must Go (2003)